# Sunny Day Real Estate (álbum)
Sunny Day Real Estate, también conocido como The Pink Album o LP2, es el segundo álbum de la banda de Seattle para Sub Pop Records. Fue grabado en 1995 y salió a la venta el 7 de noviembre de ese año. Brad Wood volvió a producir el nuevo trabajo de la banda.
Este disco fue el último acordado por la banda y la discográfica para poner punto final a la carrera del grupo después de las discusiones de los integrantes al terminar la gira de Diary y tras la experiencia religiosa que vivió su líder, Jeremy Enigk.

## Listado de canciones
1. "Friday" – 2:29
2. "Theo B" – 3:05
3. "Red Elephant" – 3:19
4. "5/4" – 3:33
5. "Waffle" – 4:25
6. "8" – 5:28
7. "Iscarabaid" – 4:47
8. "J'Nuh" – 4:52
9. "Rodeo Jones" – 5:09

## Créditos
- Jeremy Enigk - cantante, guitarra, teclados
- Dan Hoerner - cantante, guitarra
- Nate Mendel - bajo
- William Goldsmith - batería

- Datos: Q3977035